# Sujata
Pour plus de détails, voir Fiche technique et Distribution.
Sujata est un film indien réalisé par Bimal Roy, sorti en 1960.

## Fiche technique
- Titre français : Sujata
- Réalisation : Bimal Roy
- Scénario : Nabendu Ghosh, Subodh Ghosh et Paul Mahendra
- Photographie : Kamal Bose
- Musique : Sachin Dev Burman
- Pays de production :  Inde
- Genre : Drame, romance
- Durée : 161 minutes
- Date de sortie : 1960

## Distribution
- Nutan : Sujata
- Sunil Dutt : Adhir
- Shashikala : Rama Chowdhury
- Lalita Pawar : Giribala
- Tarun Bose : Upendranath Chowdhury
- Sulochana Latkar : Charu Chowdhury
- Asit Kumar Sen : Pandit Bhawani Shankar Sharma

## Distinctions
Le film a été présenté en sélection officielle en compétition au Festival de Cannes 1960.